# NGC 779
NGC 779 é uma galáxia espiral barrada (SBb) localizada na direcção da constelação de Cetus. Possui uma declinação de -05° 57' 51" e uma ascensão recta de 1 horas, 59 minutos e 42,6 segundos. Ela foi descoberta em 10 de Setembro de 1785 por William Herschel.